# Sant Ferriol d'Olot
Sant Ferriol és una capella d'Olot (Garrotxa) protegida com a bé cultural d'interès local. Té una entrada de punt rodó, dividida en petits quadres, dins dels quals hi ha una flor. Aguanten aquesta portada dues columnes cegues, cada una amb un capitell de decoració vegetal. Sobre la porta hi ha un rosetó vidriat, decorat amb quatre lòbuls que presenten decoració vegetal a les puntes. Té el teulat a dues aigües i una petita prolongació, també a dues aigües, sota la qual hi ha una campana. Sota la cornisa hi ha decoració d'arcs de mig punt cecs. Tota la façana està decorada amb diferents elements geomètrics.